# フンベシスターズ
フンベシスターズ（またはフンペシスターズ、HUNPE SISTERS）は、日本のアイヌ女性トリオによるアイヌ音楽グループである。
芸能活動はフリーランスで行う。

## 概要
ヤキフンベ、ケネフンベ、ノコロフンベのアイヌ女性トリオ。主に北海道、帯広周辺に伝わるアイヌのウポポ（歌）やムックリ（口琴）、リムセ（踊り）などのアイヌ音楽の公演活動を行う。ウポポは3人で行うが、リムセはヤキとケネが担当し、ムックリはケネが演奏する。3人は少女時代、フチ（おばあさん）らからアイヌの歌や踊りを学んだが、成人してからはそれぞれの就職、結婚などでアイヌの活動から遠ざかっていた。2009年に友人からイベント出演の誘いを受け、フンベシスターズを結成。同年10月17日、北海道旭川市の第10回アイヌ文化フェスティバルにてデビュー。以降、北海道を中心に各地でライブ活動を行う。

## フンベシスターズの由来と名称
「フンベ」はアイヌ語で鯨を意味する。アルファベットでの表記は"hunpe"だが、もともとアイヌは「ベ-be」と「ぺ-pe」の区別があまりなく、彼女らの出身地では「べ」と発音するアイヌが多かったためカタカナでそう表記している。フンぺと言う表記も見受けられるが、どちらも間違いではない。3人はアイヌのヴォーカルユニットのマレウレウ（蝶）と比較して、「私たち3人ともとても体格が良いので」という理由から、フンベシスターズと命名した。また、ケネとヤキは実の姉妹で、ノコロは2人の幼馴染でもある。年齢順でノコロが長女、ケネが次女、ヤキが三女と称しているが、ライブなどではヤキがリーダーと紹介される。

## メンバー

### ヤキ・フンベ
- ウポポ、リムセを担当し、力強い歌声を特徴とする。ケネの妹。フンベシスターズ結成以前より、若手のアイヌ文化の担い手を養成する事業に参加していた。

現在もフンベシスターズの活動と並行して若手グループの中でウポポやリムセを学んでいる。

### ケネ・フンベ
- ウポポ、リムセ、ムックリを担当する。イフンケ（子守唄）も歌う。ヤキの姉。ライブ時に販売するグッズなどを自主製作する一面もある。

### ノコロ・フンベ
- ウポポを担当する。ケネとヤキの姉妹とは、幼馴染。フンベシスターズの発起人でもある。結成当初はニセを名乗っていた。2010年4月21日、ノコロ・フンベ (nokor hunpe)（イワシクジラ）が「小柄なくじらだそうなので3人の中で一番身長が低い私にぴったり」という理由から、ノコロフンベに改名した。

## CD
- 「フンペ テㇾケ」2018年（「クジラが跳ねる」の意）[1]

## 公演・講演活動
- 2009年
  - 10月17日 第10回アイヌ文化フェスティバル （川村カ子トアイヌ記念館）（旭川市）
  - 12月2日 スリランカレストラン「スサンタキッチン」ライブ （旭川市）
- 2010年
  - 2月28日 千歳ミニ文化祭 （千歳市）
  - 3月27日 グループホーム慰問（芽室町）
  - 6月26日 アイヌ文化を知る集い （開拓記念館） （栗山町）
  - 9月12日 第29回アシリチェプノミ （札幌市）
  - 9月19日 第15回Shintoku空想の森映画祭（新内ホール） （新得町）
  - 11月 ラビスタ大雪山イベント
  - 12月 ラビスタ大雪山イベント
- 2011年
  - 2月6日 札幌アイヌミュージックコンサート
  - 6月4日 マウコピリカMAUKOPIRKA 音楽祭 「希望の詩」
  - 6月29日 から フィンランド ロヴァニエミ市
  - 7月3日 まで ユタヤイセット民俗祭
  - 9月24日 清水町「ハポネタイ」
  - 10月23日 福岡市博物館特別企画展「日本とクジラ」公演[2]
- 2016年
  - 7月23日 「アイヌに学ぶ 歌と踊りと物語」ならまち通信社れんぞ（奈良市）[3]
  - 9月16日 「十六夜～アイヌ音楽をあなたへ」（朝倉市）[4]
- 2018年
  - 7月13日 CD発売記念パーティー（札幌市）[5]
  - 7月22日 「アイヌの視点で問う『北海道150年』」（札幌市）[6]
- 2019年
  - 7月27日 ケラピリカ・ライブ（札幌市）[7]
  - 11月28日 「アイヌ民族について学ぶ合同授業」（栗山町）[8]